# Saurauia congestiflora
Saurauia congestiflora är en tvåhjärtbladig växtart som beskrevs av A. C. Smith. Saurauia congestiflora ingår i släktet Saurauia och familjen Actinidiaceae. Inga underarter finns listade i Catalogue of Life.